# Castello dei duchi di Bretagna
Il castello dei Duchi di Bretagna (in francese: Château des Ducs de Bretagne; in bretone: Kastell Duged Breizh) è un castello in stile medievale-rinascimentale, costruito tra il XIII e il XVI secolo nella città francese di Nantes, capoluogo della Loira Atlantica (Francia nord-occidentale), zona appartenente, dal punto di vista amministrativo, alla regione dei Paesi della Loira (dal 1969), ma geograficamente e storicamente legata alla Bretagna.

## Ubicazione
Il castello si trova in Place Marc-Elder, nei pressi della cattedrale di San Pietro e Paolo.

## Caratteristiche
Il castello è costruito in granito e in tufo bianco.
Il castello dei duchi di Bretagna è una roccaforte, che racchiude una residenza dalle eleganti facciate in tufo e decorata con logge rinascimentali.
Ospita, tra l'altro, un museo sulla storia della città di Nantes.

## Storia
Le origini del castello risalgono al 1207: tale edificio fu fatto costruire da Guy de Thouars e ampliato da Pierre de Dreux e Giovanni I, quindi ricostruito nel XIV secolo da Giovanni IV di Monfort.
L'aspetto attuale si deve, però, soprattutto agli ampliamenti fatti da Francesco II di Bretagna, nella seconda metà del XV secolo e a sua figlia Anna che lo completò.
In seguito, divenne castello reale oltre che a residenza dei governatori dopo il 1500. Nei secoli a seguire fu utilizzato anche come prigione, come caserma e arsenale.
Il castello funse sia da fortezza militare che da residenza (dal XVI secolo anche dei reali di Francia e fu "teatro" di importanti eventi storici, quali: il matrimonio tra Francesco II di Bretagna e Marguerite de Foix (1471), la nascita della loro figlia Anna di Bretagna (1477), il matrimonio della stessa Anna di Bretagna con Luigi XII di Francia (1499), la firma dell'unione tra il Ducato di Bretagna e il regno di Francia (1532) e probabilmente anche la firma dell'Editto di Nantes da parte di Enrico IV di Francia (1553 - 1610) nel 1598.
È classificato "monumento storico" dal 1840 ed è di proprietà della città di Nantes dal 1915 che ne ha fatto diventare sede museale della città.

## Punti d'interesse

### Vecchio mastio
Il vecchio mastio (Vieux Donjon) è la parte più antica tuttora esistente del castello: fu fatto erigere nel XIV secolo da Giovanni IV di Montfort.

### Grande Palazzo del Governatore (Grand Gouvernement)
Il palazzo fu fatto erigere da Francesco II di Bretagna, ma della costruzione originaria non è rimasta traccia.

### Tour de la Couronne d'Or
La Tour de la Couronne d'Or (in italiano, "torre della corona d'oro") fu fatta costruire da Francesco II di Bretagna e completata da Anna di Bretagna.
Si tratta di due stanze aperte verso l'esterno riservate al tempo libero e alle manifestazioni pubbliche. Al suo interno, le sue decorazioni sono frutto dell'influenza italiana.

## Galleria d'immagini

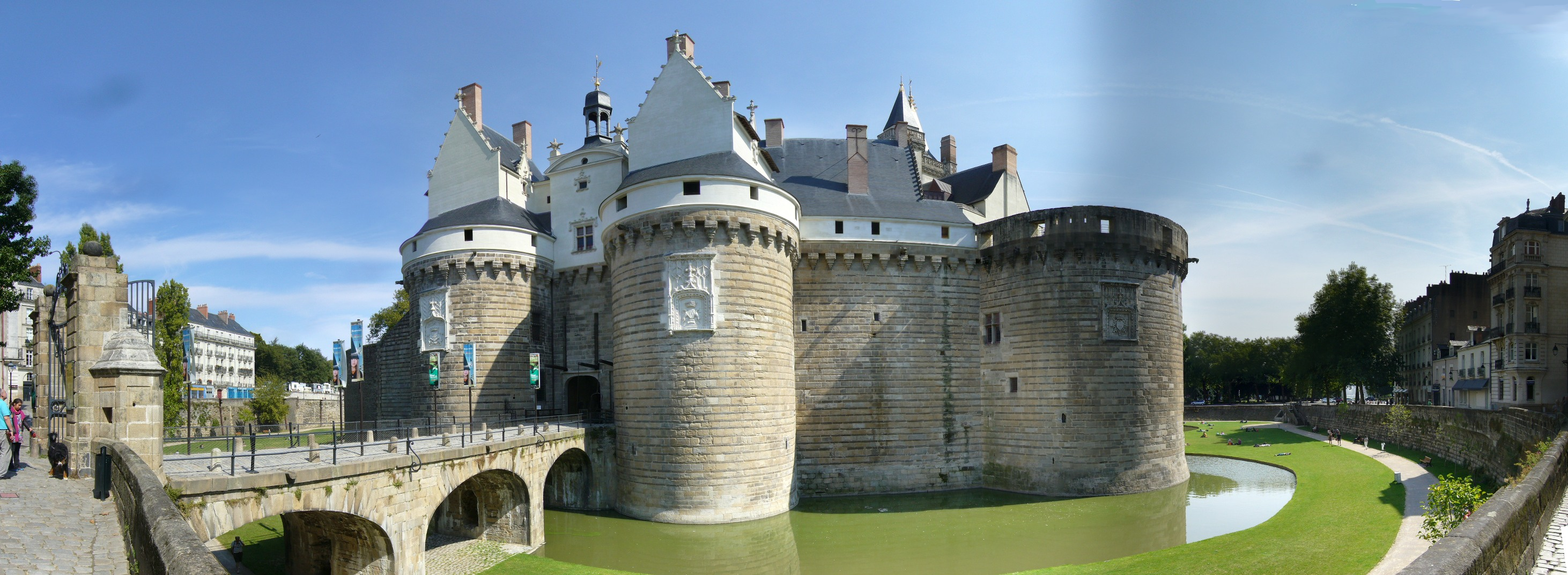
L'entrata del castello
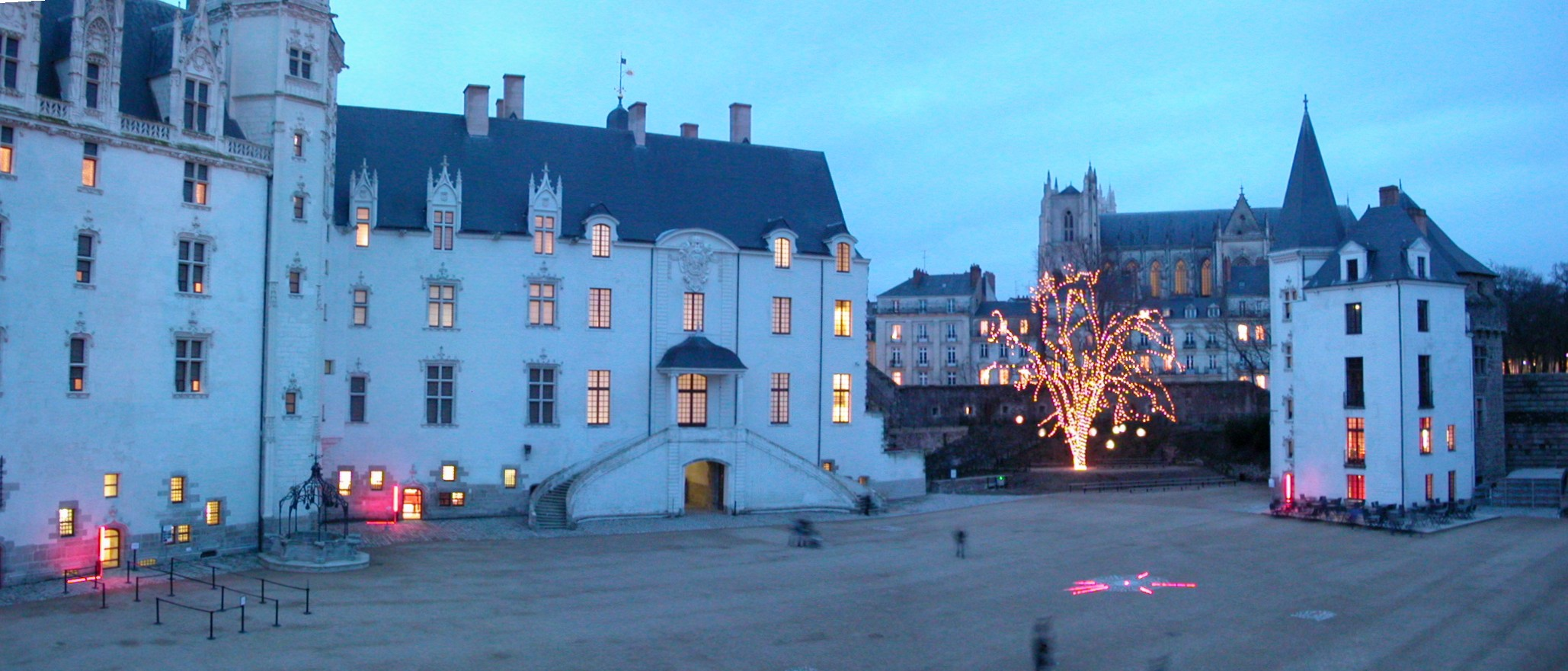
Il castello di sera
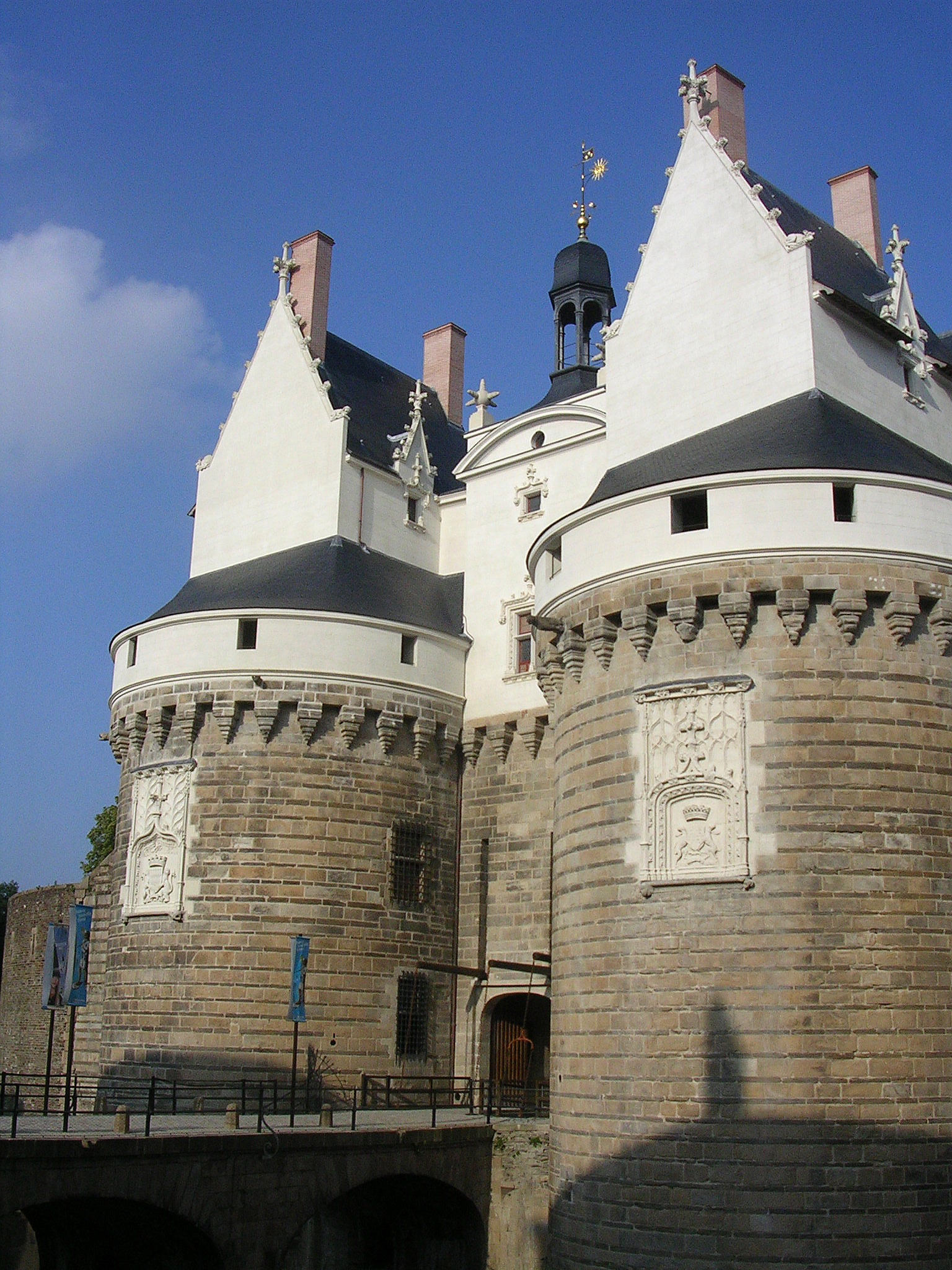
L'entrata del castello
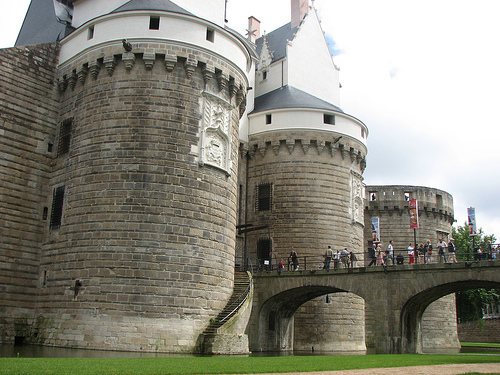
L'entrata del castello
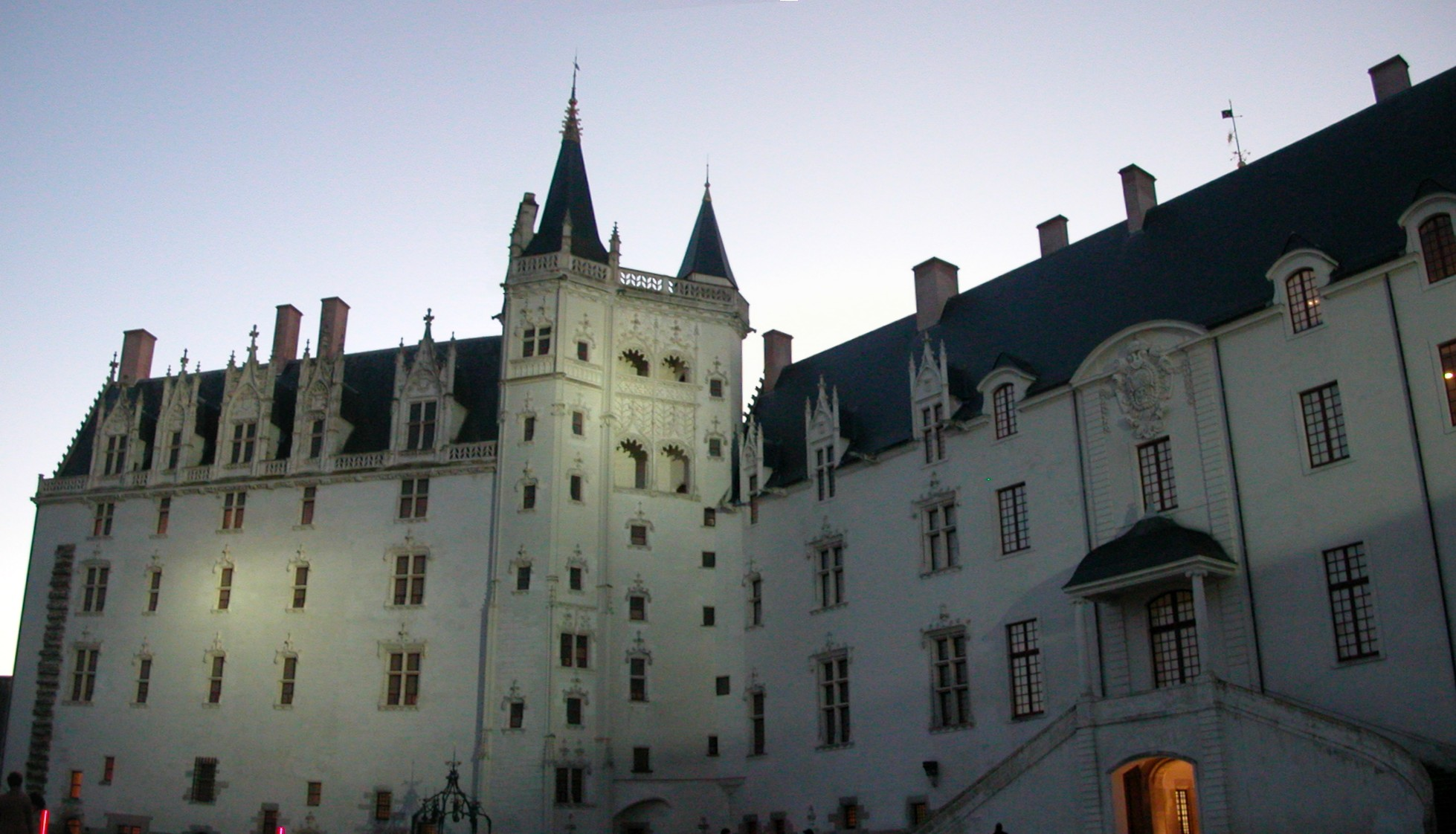
Il Grand Logis
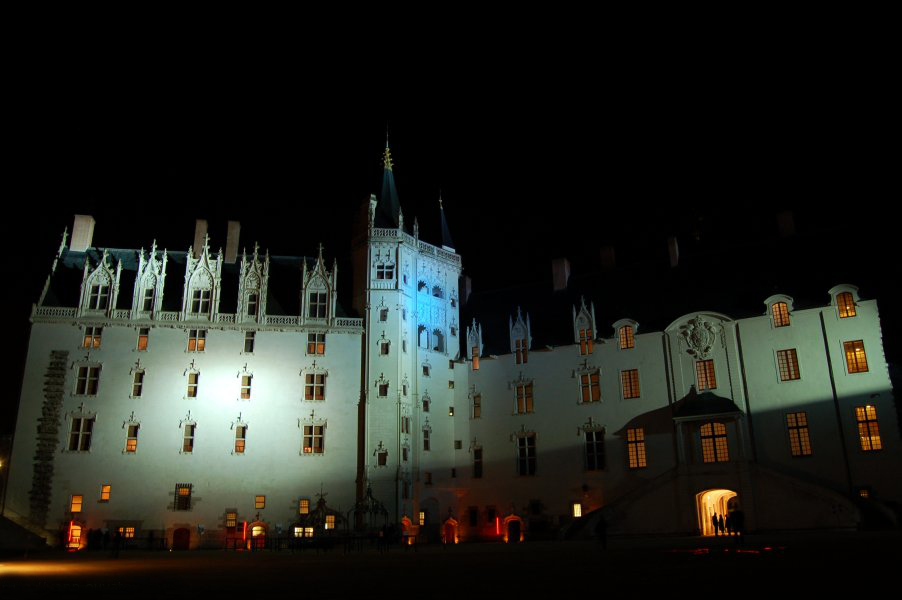
Immagine notturna del Grand Logis
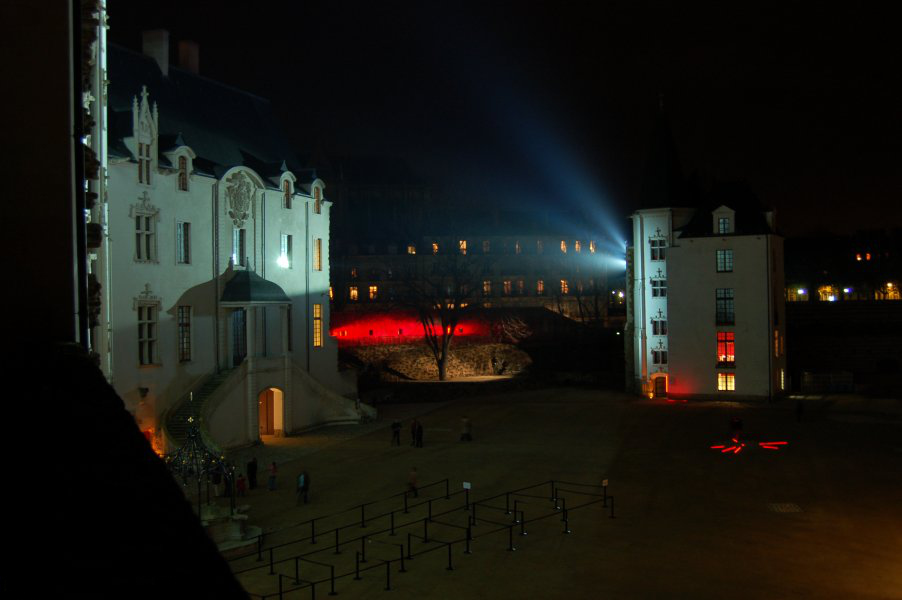
Immagine notturna del castello
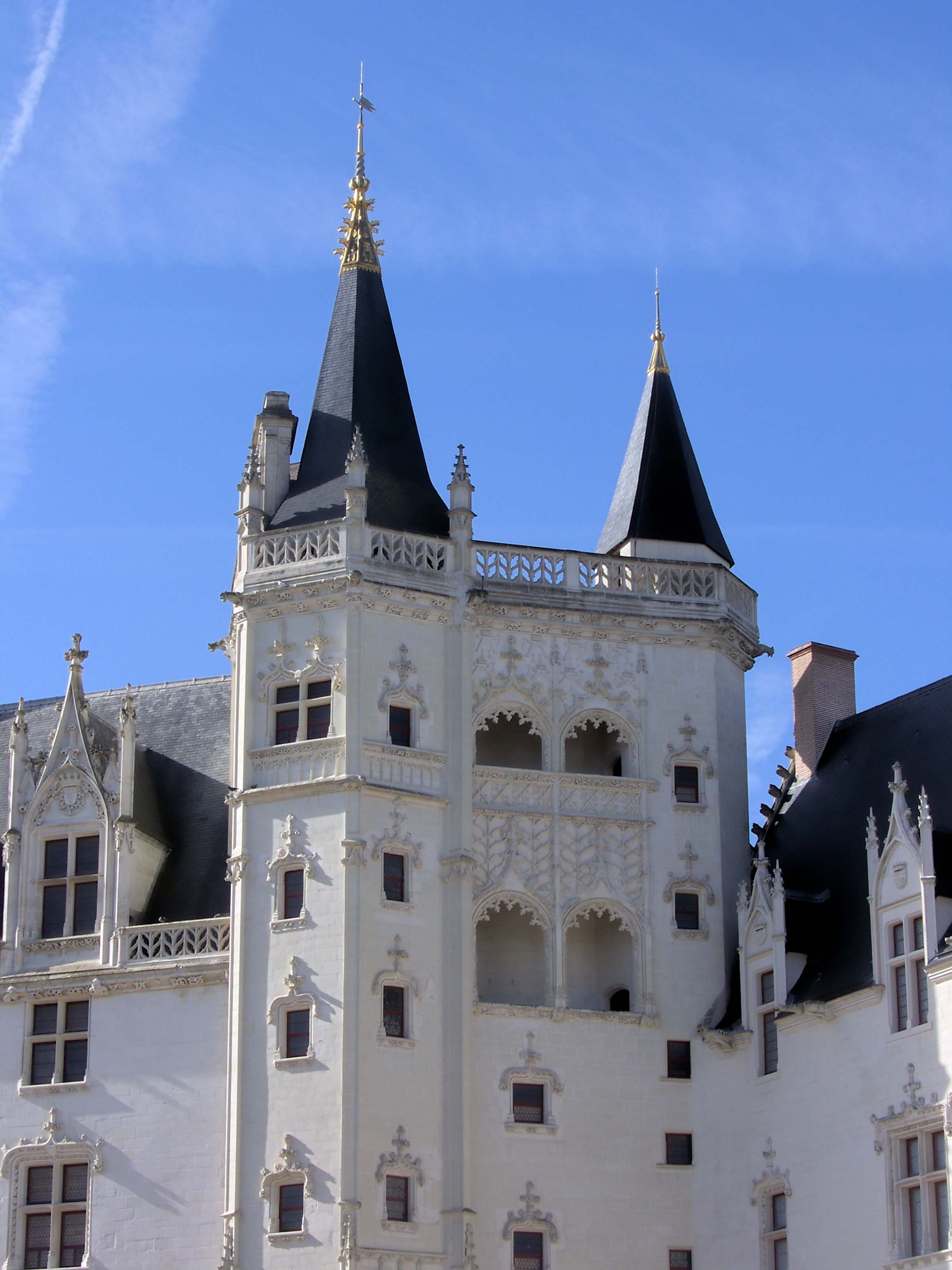
La Tour de la Couronne d'Or